# Miltoniopsis
Miltoniopsis (em português: Miltoniópse) é um género botânico pertencente à família das orquídeas (Orchidaceæ).

## Etimologia
O nome do gênero procede união do nome do gênero Miltonia  com a latinização da palavra grega: ὄΨις (opsis) que significa "parecido", aludindo à sua semelhança com o gênero Miltonia, este, um gênero de ocorrência restrita no Brasil.
Nome comum:
- Orquídeas amores perfeitos, devido à semelhança das suas flores com as desta planta.

## Espécies
- Miltoniopsis bismarckii  Dodson & D.E.Benn. (1989)
- Miltoniopsis phalaenopsis  (Linden & Rchb.f.) Garay & Dunst. (1976)
- Miltoniopsis roezlii  (Rchb.f.) God.-Leb. (1889)
- Miltoniopsis santanaei
- Miltoniopsis vexillaria  (Rchb.f.) God.-Leb. (1889) - espécie tipo -
- Miltoniopsis warszewiczii  (Rchb.f.) Garay & Dunst. (1976)

## Hibridação
Possuem certas semelhanças com o género miltonia, formando com este um género híbrido xMilmiltonia J.M.H.Shaw.